# Поезії у прозі
«Поезії у прозі» (англ. Poems in Prose) — збірка з шести прозових віршів ірландського письменника Оскара Вайлда. Вперше усі вірші збірки опубліковано на сторінках журналу «Фортнайтлі Рев'ю» у липні 1894 року. До збірки ввійшли такі твори:
- «Митець» (англ. The Artist) — розповідь про митця, який може мислити лише бронзою;
- «Той, хто творив добро» або «Добротворець» (англ. The Doer of Good) — розповідь про те, як з добрих вчинків постає зло;
- «Послідовник» (англ. The Disciple) — Вайлдова іронічна версія розповіді про Нарциса;
- «Взірець» (англ. The Master) — розповідь про заздрощі чоловіка до розіп'ятого Христа;
- «Палата правосуддя» (англ. The House of Judgment) — розповідь про грішника, який кидає виклик Божому правосуддю;
- «Учитель мудрості» (англ. The Teacher of Wisdom) — розповідь про те, що навернення когось до віри спричиняє втрату власної віри.

«Палата правосуддя» та «Послідовник» вперше надруковані 17 лютого 1893 року на сторінках студентського журналу «Спіріт Лемп» (існував з травня 1892 по червень 1893 року); роль редактора тоді виконував Сендс Вейсон. Раніше редакторською діяльністю журналу займався Лорд Альфред Дуглас, коханець Оскара Вайлда. 1908 року усі шість віршів увійшли до складу збірки «Злочин лорда Артура Севайла та інші прозові історії», яку уклав Роберт Росс.

## Переклад українською
- Український переклад «Поезій у прозі» здійснила Оляна Рута (журнал «Всесвіт» 1998, № 07, ст.150 — 154) [Архівовано 21 листопада 2017 у Wayback Machine.]
- Поезія в прозі [Текст] / О. Вайлд; пер. з англ. Є. Неуважний, З. Неуважна // Всесвіт. — 2017. — № 5-6. — С. 129—138 : фото. — Зміст: Митець ; Добродій ; Учень ; Учитель ; Дім вироків ; Навчитель мудрості ; Сфінкс без загадки